# Dieter Puppe
Siegmund Dieter Puppe (* 16. Dezember 1930 in Łódź; † 13. August 2005) war ein deutscher Mathematiker, der sich mit algebraischer Topologie, Differentialgeometrie und homologischer Algebra beschäftigte.

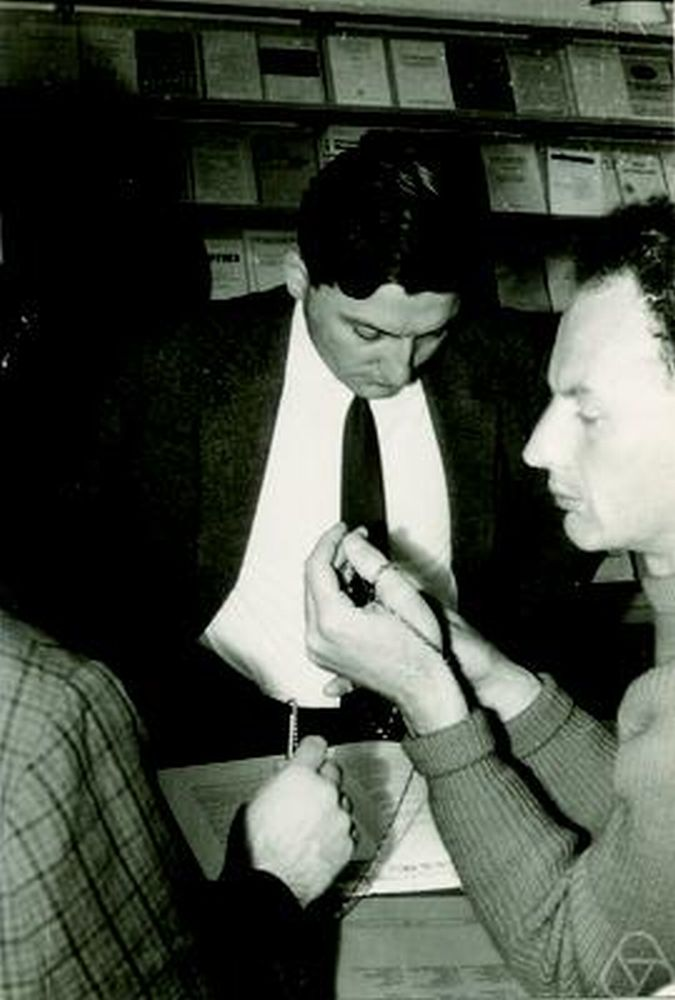
Dieter Puppe (Mitte) mit John Frank Adams 1962 in Aarhus

## Leben
Dieter Puppe wurde geboren als Sohn des Rechtsanwalts Siegmund Puppe. Der Mathematiker Volker Puppe (* 1938) und die Rechtswissenschaftlerin Ingeborg Puppe (* 1941) waren seine Geschwister. Er studierte ab 1948 Physik und Mathematik in Göttingen (u. a. bei Franz Rellich) und ab 1951 an der  Ruprecht-Karls-Universität Heidelberg. 1954 wurde er bei Herbert Seifert in Heidelberg promoviert (Zur Homotopie der Abbildungen eines Polyeders. Mathematische Zeitschrift Bd. 61, 1954, S. 303). Ab 1951 war er Assistent in Heidelberg und nach seiner Habilitation 1957 Dozent. 1960 wurde er Professor in Saarbrücken. 1968 kehrte er nach Heidelberg zurück, wo er bis zu seiner Emeritierung 1996 blieb, von Gastaufenthalten am Institute for Advanced Study in Princeton 1957/58, in Chicago 1961 und in Minneapolis 1966/67 abgesehen.
Puppe arbeitete u. a. über Knotentheorie (mit Martin Kneser schon in den 1950er Jahren) und Homotopietheorie.
Von 1972 an war er Mitglied der Heidelberger Akademie der Wissenschaften. 1962 hielt er einen Vortrag auf dem Internationalen Mathematikerkongress in Stockholm (Korrespondenzen in abelschen Kategorien).
Zu seinen Schülern zählten Tammo tom Dieck, Mónica Clapp, Hans-Werner Henn und Rudolf Fritsch.

## Schriften
- mit Hans-Berndt Brinkmann: Kategorien und Funktoren (= Lecture Notes in Mathematics. 18). Springer, Berlin u. a. 1966.
- Stabile Homotopietheorie I. In: Mathematische Annalen. Bd. 169, Nr. 2, 1967, S. 243–274.
- Einhängungssätze im Aufbau der Homotopietheorie. In: Jahresbericht der Deutschen Mathematiker-Vereinigung. Bd. 71, 1969, S. 48–54.
- mit Hans-Berndt Brinkmann: Abelsche und exakte Kategorien, Korrespondenzen (= Lecture Notes in Mathematics. 96). Springer, Berlin u. a. 1969.
- mit Tammo tom Dieck, Klaus Heiner Kamps: Homotopietheorie (= Lecture Notes in Mathematics. 157). Springer, Berlin u. a. 1970, ISBN 3-540-05185-6 (entstanden aus einer Vorlesung von Puppe an der University of Minnesota 1966/67).
- mit Hans-Werner Henn: Algebraische Topologie. In: Gerd Fischer, Friedrich Hirzebruch, Winfried Scharlau, Willi Törnig (Hrsg.): Ein Jahrhundert Mathematik 1890–1990. Festschrift zum Jubiläum des DMV (= Dokumente zur Geschichte der Mathematik. 6). Vieweg, Braunschweig u. a. 1990, ISBN 3-528-06326-2, S. 673–716.